# Dunaújváros
Dunaújváros é uma cidade e um condado urbano (megyei jogú város em húngaro) da Hungria. Está localizada nas margens do Danúbio, no condado de Fejér, no centro da Hungria.
A cidade foi construída na década de 1950, durante a industrialização da República Popular no período socialista, em volta de Dunapentele, uma aldeia fundada no século X.  A atividade económica da cidade estava relacionada com o macrocomplexo industrial de Dunaferr, a única indústria siderúrgica da República Popular da Hungria. Porém, com a reconversão e privatização atual desta empresa a cidade está a viver um importante retrocesso económico e demográfico.

## História

### Dunapentele
A aldeia de Dunapentele estava localizada na margem direita do Danúbio e a sua fundação remonta à antiguidade: durante a época em que o oeste da Hungria era a província romana da Panônia, o lugar esteve ocupado por um acampamento militar denominado Intercisa. Após a conquista da área pelos húngaros em começos do século X, o povoado passou a denominar-se Pentele, nome que vem do santo grego Pantaleão. 
A aldeia foi completamente destruída após uma guerra de quinze anos, ao fim da qual passou para o domínio do Império Otomano, entre 1541 e 1688. Voltou a ser destruída novamente durante a guerra pela libertação da Hungria conduzida pelo príncipe da Transilvânia, Francisco II Rákóczi. Porém, no século XVIII, a aldeia recupera a sua prosperidade, adquirindo em 1830 o direito a realizar dois mercados semanais e, três anos depois, adquire o estatuto de vila (ópido).

### Sztálinváros
Após a Segunda Guerra Mundial, o governo comunista da República Popular da Hungria iniciou um ambicioso programa de industrialização com o objetivo de apoiar o seu esforço de rearmamento. Com este motivo, em 1949 decidiu colocar a maior fábrica de tratamento de ferro e aço do país na cidade de Mohács, mas as tensas relações com a Iugoslávia fizeram com que o projeto fosse movido para Dunapentele, mais afastada da fronteira iugoslava. 
Portanto, a construção da nova cidade de Dunaújváros começou em 2 de maio de 1950, muito perto de Dunapentele: em menos de um ano, foram construídas mais de 1000 unidades de habitação para os operários que trabalhariam no complexo industrial que estava já em construção. Em 4 de abril de 1952, a nova cidade foi nomeada Sztálinváros (a Cidade de Stalin), seguindo o modelo de Stalingrado na URSS e de Stalinstadt na República Democrática da Alemanha. 
A fábrica abriu as suas portas em 1954, momento em que a cidade tinha já uma população de 27.772 habitantes, 85% dos quais morava já em apartamentos terminados, enquanto o restante morava em barracas à espera de novas construções habitacionais. Em meados da década de 1950, foi organizado o sistema de transporte público, que movia diariamente 24.000 passageiros. Além disso, nessa época foram construídos as instalações culturais e educativas necessárias, entre as quais se destaca a Escola Primária Endre Ságvári, que em meados da década de 1960 era a maior escola da Europa Central. A arquitetura destas instalações e das moradias seguia os padrões da arquitetura socialista, vinculada com o funcionalismo estrutural inspirado na Bauhaus, mas também estavam presentes elementos de decoração clássica, como colunas, tímpanos e arcadas vinculadas com o que se conhecia como arquitetura estalinista. 
Durante esta época, a cidade foi considerada como o melhor exemplo do socialismo húngaro: recebeu visitas de vultos como astronauta soviético Iuri Gagarin ou o presidente Sukarno da Indonésia, e nela foram realizados numerosos filmes populares. 

### Dunaújváros
Em 1956, a construção da cidade foi paralisada por um terramoto e uma enchente e no mês de outubro do mesmo ano, pela Revolução Húngara, durante a qual a cidade recuperou o seu nome histórico: Dunapentele. Porém, o exército soviético ocupou a cidade em 7 de novembro de 1956 e esta foi colocada sob regime marcial que durou até janeiro de 1957, quando o governo da URSS decidiu recolher as tropas e abandonar a Hungria. 
O nome da cidade foi mudado para Dunaújváros definitivamente em 26 de novembro de 1961. Desde então, o modelo de cidade socialista foi substituído por um modelo capitalista. Consequentemente, a Dunferr foi privatizada, reduzindo o seu número de trabalhadores (e, paralelamente, a demografia da cidade, que caiu para menos de 50.000 habitantes em 2008), embora esta continue a ser um dos principais empregadores na área e mantenha uma posição determinante na indústria do aço húngara. Além disso, a instalação da maior fábrica europeia, a Hankook Tire, produziu um novo crescimento urbano. 

## Arquitetura
Embora o comunismo tenha deixado de ser o sistema económico que definia a ordem urbana e arquitetónica da cidade, a maioria dos edifícios de meados do século XX têm recebido uma proteção como monumento histórico, o que permitiu conservá-los e fazer da cidade um imelhorável memento do urbanismo socialista. 

## Geminações
A cidade possui os seguintes acordos de geminação:
- Elbasan,  Albânia
- Linz,  Áustria
- Silistra,  Bulgária
- Villejuif,  França
- Terni,  Itália
- Giurgiu,  Roménia
- Sremska Mitrovica,  Sérvia
- İnegöl,  Turquia
- Alchevsk,  Ucrânia